# Europese kampioenschappen taekwondo 2010 (AETF)
De Europese kampioenschappen taekwondo 2010 waren door de All Europe Taekwon-do Federation (AETF) georganiseerde kampioenschappen voor taekwondoka's. De 25e editie van de Europese kampioenschappen vond plaats in het Zweedse Skövde van 30 april tot 2 mei 2010. Er namen 481 deelnemers uit 29 landen deel.

## Resultaten

### Tul
| I Dan   | I Dan                | I Dan                | II Dan    | II Dan           | II Dan            |
| Plaats  | Heren                | Dames                | Plaats    | Heren            | Dames             |
| ------- | -------------------- | -------------------- | --------- | ---------------- | ----------------- |
| Goud    | Massimiliano Panelli | Nora Llinares        | Goud      | Daniel Hallanger | Rhiannon Ernest   |
| Zilver  | Dag Jomar Roesler    | Marielle Lind        | Zilver    | Moritz Lange     | Anja Bertelsen    |
| Brons   | Sorin Miron          | Veronika Balazova    | Brons     | Joonas Heikkinen | Bistra Dencheva   |
| Brons   | Marcin Wronowski     | Marzanna Pawlik      | Brons     | Hans Rombaut     | Ilona Działa      |
| III Dan | III Dan              | III Dan              | IV-VI Dan | IV-VI Dan        | IV-VI Dan         |
| Plaats  | Heren                | Dames                | Plaats    | Heren            | Dames             |
| Goud    | Piotr Szwejkowski    | Anasthasia Kosmoglou | Goud      | Massimo Persia   | Ana Anastassiadou |
| Zilver  | Krisztián Pataki     | Sayana Tsibikova     | Zilver    | Jarosław Suska   | Virginia Dionisi  |
| Brons   | Daniel Farrell       | Veera Hayrynen       | Brons     | Patrick den Hoed | Petra Dydiszko    |
| Brons   | Stephen Smullen      | Jill Sommerville     | Brons     | Alexander Leonov | Suzanne Patterson |

| Teams  | Teams     | Teams     | Teams |
| Plaats | Heren     | Dames     |       |
| ------ | --------- | --------- | ----- |
| Goud   | Noorwegen | Zweden    |       |
| Zilver | Polen     | Polen     |       |
| Brons  | Schotland | Finland   |       |
| Brons  | Spanje    | Duitsland |       |

### Sparring
| Heren  | Heren              | Heren                 | Heren |
| Plaats | -54 kg             | -63 kg                |       |
| ------ | ------------------ | --------------------- | ----- |
| Goud   | Alexander Leonov   | Bryan Van Westerlaken |       |
| Zilver | Remus Catriciau    | Luke Woods            |       |
| Brons  | Ruslan Oliynyk     | Matt Cadle            |       |
| Brons  | Pablo Pascuzzo     | Robert Szervaczius    |       |
| Plaats | -71 kg             | -80 kg                |       |
| Goud   | Denis Drapic       | Ales Zemljic          |       |
| Zilver | Bjornar Blaalid    | Daniel Działa         |       |
| Brons  | Patrick Carlstrom  | Thor Robin Harbak     |       |
| Brons  | Neil Ernest        | Sebastian Kühn        |       |
| Plaats | +80 kg             | Team                  |       |
| Goud   | Dariusz Idzikowski | Polen                 |       |
| Zilver | Mitja Potocnik     | Zweden                |       |
| Brons  | Magnus Bjoergan    | Ierland               |       |
| Brons  | Zak Espi           | Oekraïne              |       |

| Dames  | Dames             | Dames                 | Dames |
| Plaats | -52 kg            | -58 kg                |       |
| ------ | ----------------- | --------------------- | ----- |
| Goud   | Katya Solovey     | Kristina Jelenic      |       |
| Zilver | Josefine Tolf     | Ilona Działa          |       |
| Brons  | Rhiannon Ernest   | Sabina Mason          |       |
| Brons  | Stasa Lubej       | Nastja Zajc           |       |
| Plaats | -63 kg            | -70 kg                |       |
| Goud   | Anja Karki        | Julia Sakowska        |       |
| Zilver | Irene Giskegjerde | Anasthasia Kosmoglou  |       |
| Brons  | Corine Kool       | Aino Koskinen         |       |
| Brons  | Nora Llinares     | Ekaterina Kozlachkova |       |
| Plaats | +70 kg            | Team                  |       |
| Goud   | Aleksandra Nowak  | Zweden                |       |
| Zilver | Gillian McIlvaney | Polen                 |       |
| Brons  | Asa Nordin        | Finland               |       |
| Brons  | Viviane Scheffel  | Noorwegen             |       |

### Traditionele sparring
| Teams  | Teams     | Teams |
| Plaats | Team      |       |
| ------ | --------- | ----- |
| Goud   | België    |       |
| Zilver | Hongarije |       |
| Brons  | Duitsland |       |
| Brons  | Nederland |       |

### Speciale technieken
| Individueel | Individueel              | Individueel           | Teams  | Teams     | Teams       |
| Plaats      | Heren                    | Dames                 | Plaats | Heren     | Dames       |
| ----------- | ------------------------ | --------------------- | ------ | --------- | ----------- |
| Goud        | Nikolaos Sideras         | Bistra Dencheva       | Goud   | Polen     | Polen       |
| Zilver      | Marcel Miron             | Katalin Pirosca       | Zilver | Slowakije | Griekenland |
| Brons       | Sami Koskela André Pinto | Ekaterina Kozlachkova | Brons  | Spanje    | Rusland     |

### Krachttest
| Individueel | Individueel                              | Individueel      | Teams  | Teams             | Teams              |
| Plaats      | Heren                                    | Dames            | Plaats | Heren             | Dames              |
| ----------- | ---------------------------------------- | ---------------- | ------ | ----------------- | ------------------ |
| Goud        | Szilard Incze                            | Viviane Scheffel | Goud   | Hongarije         | Schotland          |
| Zilver      | Łukasz Sudak                             | Petra Mucsy      | Zilver | Roemenië          | Polen              |
| Brons       | Anastasios Papadopoulos Graham Patterson | Lena Palascakova | Brons  | Engeland Oekraïne | Hongarije Roemenië |